# 7156 Flaviofusipecci
7156 Flaviofusipecci este o planetă minoră (asteroid), cu un diametru de 11,81 km, din centura de asteroizi. A fost descoperită pe 4 martie 1981 la Observatorul La Silla de Henri Debehogne. 
Obiectul prezintă o orbită caracterizată de o semiaxă mare de 2,6761814 UAi, o excentricitate de 0,14, o înclinație de 11,07606 ° în raport cu ecliptica.